# Alfred Tremblay
Alfred Tremblay, né le 22 août 1887 à Saint-Henri et décédé le 22 décembre 1975 à Courville au Québec, est un prospecteur et explorateur canadien. Il fait partie de l'équipage du capitaine Joseph-Elzéar Bernier lors de deux expéditions dans l'Arctique canadien, en 1910-1911 et en 1912-1913. Il est le premier québécois et le deuxième allochtone à faire le tour de l'île de Baffin, à pied et en attelage de chiens. En 1921, il publie Cruise of The Minnie Maud, un livre qui relate ses expéditions de 1912-1913,.

## Biographie
Alfred Tremblay naît à Saint-Henri, près de Lévis, le 22 août 1887. Il est le fils de Léon Tremblay, cultivateur, et d'Eugénie Tardif. Le couple a trois enfants. 
En 1910, Alfred Tremblay est engagé comme matelot par le capitaine Joseph-Elzéar Bernier, dans une expédition de patrouille dans l'Arctique canadien. Les membres de l'expédition hivernent sur l'île de Baffin. Il s'agît du premier voyage en arctique d'Alfred Tremblay,. 

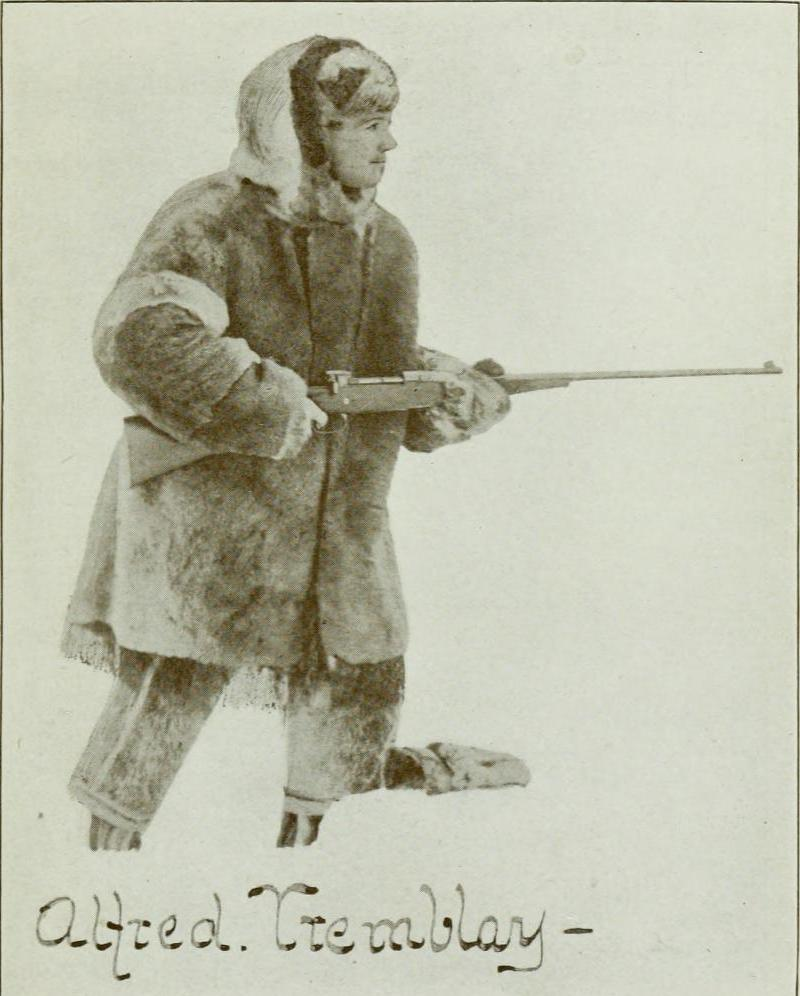
Alfred Tremblay, posant dans ses habits arctiques.

L'année suivante, le capitaine Bernier, qui a été remercié de ses services par le gouvernement fédéral, entreprend une expédition privée vers l'île de Baffin. L'objectif de celle-ci est de prospecter ce territoire, à la recherche de filons d'or. Alfred Tremblay est réengagé. L'équipage s'installe à Pond Inlet, et ses membres se dispersent sur le territoire pour faire des relevés géologiques. Au cours de l'hiver 1912-1913, Alfred Tremblay, guidé par une quinzaine d'engagés Inuits, effectue un voyage de près de 6000 kilomètres à la marche et en chiens de traîneaux, autour de l'île de Baffin. Il est le premier canadien-français et le second allochtone, après William Edward Parry (1790-1855) à réaliser ce parcours. 
Au cours de la Première Guerre mondiale, Alfred Tremblay s'enrôle au sein du Corps expéditionnaire canadien. Il y œuvre à titre d'armurier, puis au sein du Corps de construction ferroviaire en Flandre et dans le nord de la France. 
En 1921, il publie le récit de ses expéditions sur l'île de Baffin, dans le livre The cruise of the Minnie Maud; Arctic Seas and Hudson Bay, 1910-11 and 1912-13. Alfred Tremblay y fait notamment de nombreuses descriptions de la faune, de la flore, de la géologie mais aussi ethnographiques sur la culture inuite,,.
En 1922 et 1923 il entreprend deux expéditions en canot vers la baie d'Hudson afin de réaliser des relevés géologiques,. 
En 1924, Alfred Tremblay s'installe à Amos en Abitibi, ou il œuvre à titre de prospecteur. Il travaille dans ce domaine jusqu'à sa retraite, dans les années 1960. Il décède le 22 décembre 1975 à Courville. 

## Honneurs
- 1973 : Officier de l'Ordre du Canada[5]

## Archives
Le fonds d’archives d'Alfred Tremblay est conservé au centre d’archives de Québec de  Bibliothèque et Archives nationales du Québec.